# Waigeum caroli
Waigeum caroli är en fjärilsart som beskrevs av Hans Fruhstorfer 1915. Waigeum caroli ingår i släktet Waigeum och familjen juvelvingar. Inga underarter finns listade i Catalogue of Life.